# JoJolion
《JOJO的奇妙冒險 第八部 JoJolion》（日语：ジョジョの奇妙な冒険 Part8 ジョジョリオン）為荒木飛呂彥所著的日本漫畫《JoJo的奇妙冒險》系列的第八部，標題的「lion」意思是福音。該作於集英社的青年漫畫雜誌《Ultra Jump》上連載，自2011年6月號（2011年5月19日發售）起連載至2021年9月號（2021年8月19日發售）。單行本全27冊。
2013年12月5日，《JoJolion》贏得了第17屆日本新媒體動漫藝術節漫畫部門大獎。

## 故事大綱
故事背景設定於發生東日本大震災之後的杜王町、突然出現了名為「壁之眼」的怪牆。半年後、大學生廣瀨康穗在牆中發現被埋在土裡的青年東方定助。定助失去了自己的記憶。之後，定助被知名的水果商東方家收留，並開始朝著被認為與自己關係最深切的「吉良吉影」一名展開追查。後來得知東方家自古就有著遺傳性的奇特疾病，而吉良也可能就是破解的關鍵。與此同時，大學生空条仗世文與吉良不為人知的過去也被揭露。
定助的真實身份為仗世文與吉良融合而成的重生人，兩人因果實等價交換原則而融合。在定助接連與以田最環為首的特殊人種「岩石人」交戰後，得知了神秘的「洛卡卡卡樹果」之存在。為了拯救病情逐漸惡化的吉良·荷莉·喬斯達，定助決定找出藏於東方家庭院的「接枝」，但在遇見植物鑑定人豆銑禮後，卻發現促使定助誕生的新品種洛卡卡卡樹果遭到其他人士盯上。在東方家的果樹園失火後，定助、康穂和豆銑則為此到T.G.大學醫院，調查進出過洛卡卡卡研究室的四名醫生，但不知洛卡卡卡的接枝已被東方家長子常敏和兒子劍取得；這使常敏開始私下將其進行培育，收成期約十天。在追查下，定助等人發現了醫院神秘的「院長」之存在，但卻被對方的替身所牽制。
在小劍發「病」的同時，「院長」明負悟於演講會上公開表示，他利用洛卡卡卡成功研發了藥劑「LOCACACA 6251」；與此同時，受重傷的定助在荷莉的幫助下喝下了「LOCACACA 6251」而使身體左半邊部份石化，並得知了明負悟對荷莉的待遇。在東方家和康穗相繼遭到明負悟的替身「U的奇蹟」襲擊同時，定助和豆銑在醫院的研究室與U的奇蹟展開對峙。豆銑和虹村京在過程中陣亡，定助則利用覺醒的「柔軟且濕潤·超越」擊敗了U的奇蹟及其本體透龍，透龍則因與東方劍等價交換而死去。隨著以世間惡意形成的U的奇蹟被定助消滅，東方家的詛咒就此結束。
定助和康穗發現自己沒有果實來治癒荷莉。他們遇見了空條聖美，得知她並沒有忘記自己失蹤的兒子仗世文。儘管如此，定助選擇不去接近對方。東方家的子女們想選一塊蛋糕來慶祝明天出院的憲助，並要求讓定助來選。看到定助在東方家找到了家人，康穗喜極而泣地默默離開了冰果室。

## 登場人物

### 主要人物
東方定助（Higashikata Josuke）
配音：真殿光昭（日本・ASB版、EOH版）
本作主角，第八部的JoJo。喪失了記憶的謎之青年，在大震災約半年後被康穗發現於壁之眼附近。特徵是戴著水手帽和穿著水手服，左邊肩膀有星形胎記。約19歳。有著能用目測就量出物體全長的特技。平時個性冷靜、憨厚，有著高中生相當的智商和教養，但相當重視康穗的感受。因曾於壁之眼地區的一帶被埋，因此睡覺會睡在床褥與床之間，並在上面放上重物以施加壓力。
因身份不明被東方家收為養子，有四粒睾丸，眼球和舌頭對半有兩種顏色。「定助」一名取自康穂以前養的愛犬（同樣戴著水手帽）。從此，為了查出自己的身世而努力探查相關情報。在DNA鑑定的結果中，他跟吉良吉影被認為是同一個人物。及後證實，因2011年8月19日的洛卡卡卡果實事件，重傷垂死的吉良吉影的部分肉體以及被果實等價交換原則而石化的空条仗世文於地震發生後被活埋，而就此融合誕生的重生之人，其容貌酷似吉良吉影（也被作並卡蕾拉誤認為仗世文）。
戰鬥時會喊「喔啦喔啦喔啦喔啦（オラオラオラオラ）！」並參雜一聲「啊啦（アラ）」。
在遊戲《群星之戰》的北美版中，因為定助的羅馬拼音和第四部的東方仗助相同，為了做出區別，而將定助的名字標記為「Josuke Higashikata 8」。
柔軟且濕潤（Soft & Wet）
【破壊力 - C / 速度 - B / 射程距離 - D / 持續力 - B / 精密動作性 - C / 成長性 - A 】
以愛心形狀為身體的人型替身。能釋放出有著星形圖樣的泡泡（初期是從本體肩上的星形胎記摩擦而釋放），當泡泡碰觸到某物並破裂時，就能暫時奪走該物件的某樣物理特性，如奪走視覺、摩擦力或水份；但該能力無法對自己產生效果。該泡泡在破裂時會產生爆破的效果（取自吉良吉影的皇后殺手之特性），雖然威力不強但仍足以傷到人體皮膚，近距離擊中甚至能將他人震暈。
泡泡能夾帶著各種東西來移動，包括一個成年人；該泡泡也有普通泡沫的特點，可以產生透鏡效果。
名稱來自於美國音樂家王子於1978年的歌曲〈Soft and Wet〉。
柔軟且濕潤·超越（Soft & Wet: Go Beyond）
實際上柔軟且濕潤的泡泡是以高速回轉的「弦」之殘影所構成，疑似與弦論有關。從定助胎記中冒出的泡泡與替身施展出的不同，「無限接近零」，肉眼不可見、幾乎不存在世上，無人能觸及，定助也無法控制。這種泡泡能穿越任何東西，例如穿過他人的衣服並進入其體內，以爆炸旋轉造成傷害。這種泡泡能藉由佩斯利公園引導的康穗手機來傳送至別處。
廣瀨康穂（Hirose Yasuho）
配音：喜多村英梨（日本・ASB版、EOH版）
本作的女主角。大學社會學系一年級生，個性單純的女孩，19歲。於震災後出現的壁之眼附近發現了被埋在那裡的全裸青年（定助），因為這樣的緣分而開始替失憶的他尋找過往。因在壁之眼附近出現過而在身上出現了類似牙印的傷痕而覺醒了替身能力，但替身在年幼時期就已持有。13歲時，在市集買了一個清代髮夾(其實是岩石昆蟲偽裝）讓其一直脫皮，後來送醫被吉良吉影所救。
生於機能不全的家庭，沒有什麼朋友，與同學只是普通的交情，父母離婚後與母親同住，但對母親的行為十分輕蔑，因此感覺自己沒有真正的歸處可言。與東方常秀是青梅竹馬的關係，但對他單方面的熱情有些不滿，反而對充滿謎團的定助抱有淡淡的戀慕感覺。在與東方定助相遇後認定對方是自己重要的事物而就常一起行動。
佩斯利公園（Paisley Park）
【破壊力 - 無 / 速度 - 無 / 射程距離 - A / 持續力 - A / 精密動作性 - D / 成長性 - C 】
遠距離自動型替身。能透過電來移動，並利用各種媒介（如手機）以顯示地圖來指引本體，會將本體誘導到安全的地方，且會提供「二選一」的選項來輔助本體。該能力亦能用於調查電子儀器相關的情報、背景資料上，如入侵電腦來搜尋當中的資料。
名稱來自於美國音樂家王子於1985年的歌曲〈Paisley Park〉。
豆銑禮（Mamezuku Rai）
植物鑑定人，東方家專屬的植物栽培師，31歲。獨自居住於滑雪場的纜車上，除了前者外不會與其他人交易。
自幼性格乖僻且不愛與人交往。其父親過去因栽培出得獎的梨子而取得廣大的利益，但卻在其品種的栽培技術遭到他人竊盜後使豆銑一家破產。之後於17歲時在滑雪場種植出草莓而取得成功並賣給東方家；父親和母親分別因失足及過勞而去世後，就只為了憲助而埋首果樹的栽培與研究。因定助的緣故而遭到跟蹤，便主動找上定助與其合作，成為了定助的同伴。最後受U的奇蹟能力影響而陣亡。
狗狗風格（Doggy Style）
能力與第六部的替身石之自由類似，能將本體自身分解成繃帶狀。該纜繩可以按照手腳的感官移動，繩子強度取決於伸長時的粗細，伸出去的纜繩越多本體的身體就變得越少。此外，亦能透過此能力將身體全身分解，以躲過致命傷。
名稱來自於美國饒舌歌手史努比狗狗於1993年的出道專輯《Doggystyle》。

### 東方家相關
第四代 東方憲助（Higashikata Norisuke）
配音：小杉十郎太（日本・ASB版、EOH版）
定助所寄宿的東方家族的大家長，59歲。是曾參加了SBR的日本人「初代東方憲助」（第七部《飆馬野郎》角色）之曾孫。水果店大王，除了東方珍果苑外還經營著冰果店，具有高端的經營手腕。個性直斷，相當愛護家人。過去在11歲發「病」時因母親的「等價交換」而存活下來。認為定助有著治癒「病」的希望而自願將他接回家中照顧，並在得知對方的目的後同意將洛卡卡卡的接枝交給他。
虛名之王（King Nothing）
由拼圖組成的人型替身，可以拼圖的方式將氣味變成肉眼可視的物體並追蹤目標；但追蹤氣味的能力具有時效性，且氣味殘留的現場若遭破壞則無法施展（如被雨水洗去氣味）。
名稱來自美國搖滾樂團金屬製品於1997年的歌曲〈King Nothing〉。
東方常秀（Higashikata Joushu）
配音：三浦祥朗（日本・ASB版、EOH版）
東方家次男，18歲。和康穂同校的大學一年級生，也是其青梅竹馬。個性單純且有些懦弱、神經大條。愛慕康穂但不得其心，因此對時常與康穂在一起的定助感到不滿，也為此常常找定助麻煩。與康穗一樣在壁之眼受傷後覺醒了替身能力。
納·京·高（Nut King Call）
【破壊力 - C / 速度 - D / 射程距離 - C / 持續力 - A / 精密動作性 - E / 成長性 - A 】
能以接觸的方式在人或物體上裝設螺絲和螺帽，卸下螺帽後物體將會分離，拴上螺帽則可將兩個物體合體。
該替身最初的構想是設定於主角定助的替身。
名稱來自美國爵士音樂家納·京·高爾。
東方常敏（Higashikata Joubin）
東方家第五代長男，32歲，劍的父親，時常出國的商務人士。將每天都當作是暑假在過的人，且喜歡賣弄名言佳句。狂熱的鍬形蟲愛好者，飼養了多種鍬形蟲及擁有豐富的相關知識，且在鍬形蟲比賽上有著絕對的自信和不服輸的決心。年幼發「病」時，由於母親花都利用欺負他的同學來進行等價交換，而使「病」於16歲時康復。至此，成年後為了救兒子劍而不擇手段。與父親對於東方珍果苑的經營方向的想法分歧後，私下與以田最環為首的岩石人們合作，利用冰果室的職務之便協助他們從國外引進洛卡卡卡樹、洗黑錢。於田最等人死後，為了劍的「病」而企圖將洛卡卡卡樹果據為己有並對付定助。最後受U的奇蹟能力影響而陣亡。
戰鬥時會喊「SPEEEYYY （スピイイイイイ）！」
名字取自巴西歌手湯姆·裘賓的姓氏。
速度之王（Speed King）
外貌形似稻草人的人型替身，射程距離僅10公分。具有在一處存積熱量的能力，如紙鈔、手機和血管，當他人再次觸碰該處時存積的熱量就會傳導至人體並全數釋放；雖然存積的熱量不高但在頭部釋放時足以瞬間使人致死。似乎還有著未交代的替身能力。
名稱來自英國搖滾樂團深紫於1970的歌曲〈Speed King〉。
東方密葉（Higashikata Mitsuwa）
東方常敏之妻，也是東方劍的母親，31歲。在結婚以前曾經是選美皇后，亦當過東方珍果苑的廣告模特兒。私下曾至T.G.大學醫院豐過胸，但在因羽伴毅的緣故而失去肚子中的胎兒後，自願吃下了洛卡卡卡樹果而使鼻子石化。
甦醒三葉（Awaking III Leaves）
近距離人形替身，外型為披著佈滿箭頭型裝飾的斗篷的女性。其能力為向量控制。使用替身上的箭頭型裝飾可強迫周圍的物體朝箭頭指的方向移動，同方向的箭頭越多力量就會越強。
東方劍（Higashikata Tsurugi）
配音：井口裕香（日本・ASB版、EOH版）
東方家第六代長男，常敏與密葉之子，9歲。為了躲避東方家詛咒因此被當成女生養，但也對自己即將發「病」而感到不安。本身擁有接近成人的思想，喜歡著康穗，偶爾藉機吃豆腐。為了能長久與康穗相處而使用替身能力混淆她並藉機拘禁她。但後來與康穗一同追查背後的陰謀。
紙月之王（Paper Moon King）
【破壊力 - E / 速度 - E / 射程距離 - C / 持續力 - C / 精密動作性 - B / 成長性 - E 】
透過摺紙來發動，受到替身攻擊的人會無法分辨人的長相，將其都看做同一人物，並也會漸漸地無法區分文字和圖案。射程距離約數十公尺。亦能操縱摺紙，且其摺紙具有該形體的特性，如香蕉皮會使人滑倒、青蛙會跳躍式移動。
名稱來自爵士歌曲〈It's Only a Paper Moon〉。
東方鳩（Higashikata Hato）
東方家的長女，24歲。模特兒，時常出現在雜誌上。個性非常自戀、天然呆。
步行之心（Walking Heart）
能使雙腳的腳跟硬化並伸長，若穿著鞋子則會連同鞋跟一起伸長，伸長極限為4公尺，硬度足以穿牆。
名稱來自美國歌手霍蘭德·K·史密斯的歌曲〈Walking Heart Attack〉。
東方大彌（Higashikata Daiya）
配音：早見沙織（日本・ASB版、EOH版）
東方家的次女，16歲。在因壁之眼而獲得替身能力後患有視覺障礙，但能熟記家中物品的狀況，乃至光線變化。喜歡搖滾樂。因為喜歡著定助所以想讓他屈服自己，憲助也樂觀其成。但在失敗後反因自己的愛戀而被對方馴服。
加州大床（California King Bed）
【破壊力 - 無 / 速度 - 無 / 射程距離 - E / 持續力 - B / 精密動作性 - E / 成長性 - E 】
有著一朵花面孔的替身。與對象定下一個規矩，在對象違規的時候發動，每發動一次則奪走對方一個記憶，將其保存至西洋棋子中。大彌能藉由將棋摩擦臉頰來得知該記憶的內容。被奪走記憶者若被大彌踩到自己的影子，被奪走的記憶則會全數復原。而當棋子損壞時，該記憶就再也無法恢復。
名稱來自巴貝多流行歌手蕾哈娜於2011年的歌曲〈California King Bed〉。
東方花都（Higashikata Kato）
東方憲助的前妻，52歲，是常敏、鳩、常秀、大彌的母親。故事中後期才出獄，除常敏和鳩外其他孩子都對她沒有印象。15年前為替常敏掩飾罪名而把欺凌常敏的同學活埋在東方家的神社後面（同時以此作為等價交換來治好常敏的「病」），5年後屍體被發現，因謀殺罪被判入獄。一直都認為自己當時的決定正確，雖然獄中行為優秀但從沒獲減刑，更於在囚時被憲助下達離婚。最後受U的奇蹟能力影響而陣亡。
太空運輸
外型為貼附撲克牌紋樣的人型替身，能夠將物體（如折疊式手機）藏在撲克牌的異空間裡。
名稱來自英國搖滾樂團深紫的歌曲〈Space Truckin'〉。

### 喬斯達家相關
吉良吉影（Kira Yoshikage）
1982年出生，船醫，仗世文·喬斯達的外孫。同時也是喬迪奧和德拉格納的表兄弟。父親為吉良吉輝，母親為吉良·荷莉·喬斯達，妹妹為吉良京（虹村京）。喬尼·喬斯達與東方理那的玄孫，左肩有和定助一樣的星形胎記。少年時期與母親救了空条仗世文，因此被他視為救命恩人。之後逢母親生了謎之重病、試圖找出治療方法時，無意間目睹了洛卡卡卡樹果的交易，於是決定找上仗世文，一起偷竊洛卡卡卡樹果，而仗世文也以報恩為由協助吉影，並提議改偷洛卡卡卡樹的枝條做嫁接。2011年8月19日，最後和仗世文聯手意圖奪取石頭人手裡能治療所有疾病的洛卡卡卡樹果，被田最環和八木山夜露襲擊，作並卡蕾拉過來找仗世文的時候使用穿心攻擊引爆碼頭時成功吸引住田最環和八木山夜露的目光，以身作盾擋下爆炸的氣浪，讓仗世文得以幸存，最後因餘震和他一起被埋入地中，得年29歲。自身的部分肉體成為了定助的半身之一。屍體被發現時没有睾丸。
吉良手臂上的記號與東方家扶梯上的記號相同。
皇后殺手（Killer Queen）
外型和能力都類似第四部的吉良吉影的替身，能釋放出一碰觸就會爆炸的泡泡。
名稱來自英國皇后樂團於1974年的歌曲〈Killer Queen〉 。
穿心攻擊（Sheer Heart Attack）
外型與第四部的穿心攻擊一模一樣，皆為玩具戰車型替身。能力則有所不同：第四部的穿心攻擊屬於自動操控型，以感熱追蹤敵人；第八部的穿心攻擊屬於遠距離操作型，可一次放出多個穿心攻擊，也可隨意變換大小，雖然單體威力不及第四部的穿心攻擊，但其動作精密度則高出許多。
名稱來自英國皇后樂團於1974年的專輯《心痛》。
虹村京（Nijimura Kyo）
22歲。表面上是東方家的幫傭，實際身分是吉良吉影的妹妹，原名為吉良京（Kira Kyou），仗世文·喬斯達的外孫女。同時也是喬迪奧和德拉格納的表姊妹。肩膀和定助一樣有星形胎記。為了調查兄長的死，因此化名並進入東方家成為幫傭。之後都在醫院照顧母親，直到最後受U的奇蹟能力影響而陣亡。
天生完美（Born This Way）
【破壊力 - C / 速度 - B / 射程距離 - A / 持續力 - A / 精密動作性 - E / 成長性 - E 】
外型為摩托車騎士與重型摩托車型的自動追蹤型替身，透過目標「先打開，後關上，再打開」的動作來啟動。動作不限於開關門、手機等。
若目標完成一連串動作時，天生完美就會從再打開的物品中出現，並放出冷風冰凍周遭的一切。
連載時用的替身名稱為「地下行者（Going Underground）」，來自於英國搖滾朋克樂團The Jam於1980年的歌曲〈Going Underground〉。直到單行本才改為「天生完美」，來自於美國歌手女神卡卡於2011年的專輯《天生完美》。
吉良·荷莉·喬斯達（Kira Holy Joestar）
仗世文·喬斯達的長女。吉良吉影和虹村京的母親。52歲。T.G.大學教授及醫院眼科醫生。擁有和定助一樣能目測物體全長的能力。過去曾救了年幼的空条仗世文而被對方視為聖人。因患上了疾病而住院，且病情逐日惡化，使定助打算對其拯救。事實上，自身遭到明負悟等人誤導加入洛卡卡卡果的研究並作為臨床實驗的實驗對象，使身體一部份因洛卡卡卡而石化，其石化的部份會隨著時間而移動至腦部，此時自身就會陷入昏迷並失憶。
喬尼·喬斯達（Johnny Joestar）
第七部《飆馬野郎》的主角，在第七部的故事結束後娶了東方理那為妻，並受到日本政府的聘請、來到日本進行馬術指導，同時也是陪得了不治之症的妻子回到她的故鄉度過餘生。
為了治好得到不治之症的理那，喬尼回到美國紐約將大總統託付迪亞哥、將深鎖於保險庫的「神聖遺體」盜竊出來，想藉由遺體之力治療妻子，但隨後「病」卻反而轉到兒子喬治的身上，喬尼為了拯救兒子，以替身能力把病轉嫁給自己後墜馬死亡，頭部也被落下的巨石給砸碎，得年29歲。此後，凡是東方家的長子無一例外的都會受到了這種病的“詛咒”。
東方理那（Higashikata Rina）
日本人。日本選手東方憲助（初代）的長女。1874年生。在第七部《飆馬野郎》的故事結尾，她和父親在穿越大西洋返回美國的渡輪上遇到了喬尼·喬斯達。兩人墜入愛河最終結婚並在美國經營著牧場。但幾年後，理那患上了家族遺傳的不治之症，導致她從一開始的失憶，最終變成皮膚僵硬，像折紙一樣折疊。 喬尼决定把一家人都帶到理那的故鄉日本，讓她度過生命的最後幾天。隨後喬尼決定回到了紐約偷取聖人聖體，以此來治療理那的疾病。然而在她獲得治癒後，疾病卻傳給了兩人的兒子喬治，喬尼最終利用替身「牙」的騎兵迴轉，把疾病轉嫁給了自己後死去。之後，理那被指控謀殺喬尼，但由於缺乏證據而被釋放。1924年，她的孫子喬瑟夫出生，理那給他取了日本名「仗世文」。
喬治·喬斯達三世（George Joestar III）
喬尼和東方理那的長子。1898年生。1901年，由於母親理那得了不治之症，一家人便舉家搬到日本生活。之後父親喬尼利用在紐約偷來神聖遺體之力治療理那的疾病，但疾病也隨之轉到了3歲的喬治身上，喬尼為了拯救兒子，以替身能力把病轉嫁給自己後墜馬死亡，喬治也親眼目睹了父親死去。成年後的喬治娶了美國的女性伊莉莎白為妻，並育有喬瑟夫（仗世文）等多名子女。
喬瑟夫·喬斯達（Joseph Joestar）
喬尼和東方理那之孫，1924年生。父親是喬治·喬斯達，母親是美國籍女子伊莉莎白，日本名字為「仗世文」，別名「阿文」（文（ふみ)くん），肩背上擁有喬斯達家族的星形胎記。1942年，時年17歲的他接受了露西·史提爾的工作邀請，成為她的當地嚮導，並為她搬運行李和相機。之後為對方解說了「嘎嘎電台事件」。為救露西，當自己被護欄襲擊時，激發出替身解圍。後來，陪露西去了她在美國的家鄉，但正值二戰爆發，太平洋海上交通受阻，無法返回杜王町。1952年，與史比特瓦根集團的絲吉·Q成婚，並育有兩名女兒荷莉和芭芭拉·安。
不明
與第三部喬瑟夫·喬斯達的紫色隱者一樣能控制藤蔓，但不同的是，此替身擁有人形姿態。

### 岩石人

#### 洛卡卡卡走私團
八木山夜露（Yagiyama Yotsuyu）
配音：松風雅也（日本・ASB版、EOH版）
建築師。杜王町的許多建築設計皆出自他的手中。實際上「八木山夜露」是他在幾年前得到的失蹤人口的戶籍，有關他的一切皆不詳。
利用劍想把「病」治好的心理，用洛卡卡卡樹果引誘他幫忙自己對定助的襲擊。最後被定助拖進海裡溺死，身體化作碎石粉碎。東方家在與他一戰中得知「岩石人」以及「洛卡卡卡樹果可治療東方家祖傳的怪病」等訊息。
吾為磐岩（I Am a Rock）
本體觸碰過的物體會變成中心基點吸引周圍物質聚集，其物質由夜露自行決定。此外也能將此能力用在自己的眼淚上，使眼淚集中成膜狀物。
名稱來自美國搖滾樂二重唱組合賽門與葛芬柯於1965年的歌曲〈I Am a Rock〉。
大年寺山愛唱（Dainenjiyama Aisho）
杜王體育館警備員，29歲，需依靠藥物來治療容易緊張的心境。私底下在做洛卡卡卡樹果的交易，與常敏、夜露均有聯繫。過去與女友隱居於山上，但在講自己的「病」告訴她後卻反遭對方背叛。在失去房子後，與夜露成為夥伴。
由於某場交易被康穗與劍看見，於是放出替身追殺他們。最後被劍用替身製造的幻覺誤導，撞上巴士而死，身體也隨之粉碎。
嘟比·哇（Doobie Wah!）
自動操作型替身，本體需先通過觸摸指定目標或目標的替身，目標會不斷被藏於龍捲風內的替身追擊，而龍捲風的來源則是目標自己呼出的空氣。
名稱來自美國搖滾歌手彼得·佛萊普頓的歌曲〈Doobie Wah〉。
艾·菲克斯兄弟（A. Phex Brothers）
追查作並卡蕾拉的雙胞胎岩石人，田最、夜露、愛唱的同夥，有著足球員的打扮。襲擊卡蕾拉時被定助發現，與其發生衝突，並被定助與卡蕾拉聯手消滅。
名字取自英國電子音樂家Aphex Twin，替身名稱來自他的歌曲〈Schottkey 7th Path〉。
Schottkey No.1
艾菲克斯兄的替身，能力為將本體左手碰到的物質轉移到右手長出，使用時右手會石化。
Schottkey No.2
艾菲克斯弟的替身，能力為放出強烈腐蝕性毒氣，平時藏於附拉鍊的足球內。
田最環（Damo Tamaki）
自稱23歲，鳩的男友，開洗衣店維生。實際上夥同夜露、愛唱等岩石人進行洛卡卡卡樹果的進口貿易，與常敏是商業夥伴。由於同伴一個個失去聯繫，追尋線索得知兇手在東方家，認為是東方家包庇了空條仗世文。此前，曾盜用空條仗世文的戶籍。
在鳩把自己帶回家介紹給她的家人時，趁眾人不注意佈下陷阱，把東方家的人一個個融掉。在盤問憲助時得知空條仗世文和吉良吉影已發生「等價交換」變成了定助。最後被知道真相而傷心欲絕的鳩重創，接著被定助一拳暴頭致死。死前透露只有自己有能力與管道從國外進口洛卡卡卡樹果。
名字取自德國搖滾樂團罐頭樂團（Can，「環」的另一個讀音就叫「かん/Can」），姓氏取自該樂團的成員Damo Suzuki。
維他命C（Vitamin C）
披斗篷的宮廷小丑外型，射程內可釋放複數手掌印，手掌印接觸到的物質會被融化為流體質，且其手掌印可沿著地形作延伸。
名稱來自罐頭樂團於1972年的歌曲〈Vitamin C〉。

#### T.G.大學醫院
都市游擊隊（Urban Guerilla）
受命前來帶走豆銑禮的岩石人刺客。用字遣詞之間無意透漏了自己以醫生的身分潛伏在人類社會中。最後被定助與豆銑合作炸死。真實身份是T.G.大學醫院的醫生下里良（Shimosato Ryo），內科-消化內科疾病專科，對外宣稱38歲，是進出過洛卡卡卡研究室的四名醫生之一。
名字取自英國搖滾樂團鷹族雄風樂團於1973年的歌曲〈Urban Guerrilla〉。
腦內風暴（Brain Storm）
遠距離複數型替身，替身本身為毒素，單體外型為帶刺的魯班鎖積木。腦內風暴在刺破人體皮膚沿血管會如病毒般擴散，同時會成倍增加，並造成溶血反應。被其攻擊的人體表面會開很多洞且逐漸崩壞。
名稱來自鷹族雄風樂團的歌曲〈Brainstorm〉。
多雷米法索拉提·多（Doremifasolati Do）
都市游擊隊的寵物，外型有如坦克的有袋類岩石動物，能藉由將地表下的土移至後方來在地底前進。負責運載主人在地下前進，不擁有替身能力。最後與都市游擊隊一同被炸死。
名字取自鷹族雄風樂團於1972年的專輯《Doremi Fasol Latido》。
可憐蟲湯姆（Poor Tom）
T.G.大學醫院的醫生，婦產科-不孕不育治療專科，對外宣稱57歲，是進出過洛卡卡卡研究室的四名醫生之一。有著如同小孩一般的體型和老人的膚質，都市游擊隊的友人。意識到都市游擊隊沒能抓到豆銑禮，憑己方能力無法獲取新洛卡卡卡樹枝條，便指示常敏將自己的替身埋在東方家的果園中，以此封鎖整個果園。在看到常敏與劍發送的火燒果園的直播影像後，急忙趕到果園來確保枝條，在過程中重傷了豆銑禮（實則豆銑裝死），並被定助的虛幌嚇到解除替身。結果在前來接應的救護車前慘遭來自後方的攻擊狙殺，手上的枝條被車上伙伴拿走（而車上伙伴證實該枝條並非新洛卡卡卡樹枝條）。
名字取自英國搖滾樂團齊柏林飛船於1982年的歌曲〈Poor Tom〉。
臭氧寶寶（Ozone Baby）
自動操作型替身，外觀為樂高積木組裝成的白宮模型，將其埋入土地後自行「啟動」。啟動後，在其射程內將出現一四足為輪的矮人型虛像，其能力為以模型為中心發動氣壓攻擊。啟動後若把臭氧寶寶挖出，氣壓攻擊的範圍將改以本體、即湯姆本人為中心（但本體不受能力影響）。
在密閉空間（不論大或小）的氣壓會逐漸增加，而加壓的速度由與本體的距離決定。若解除密閉空間（如開門）則會迅速減壓。
名稱來自齊柏林飛船於1982年的歌曲〈Ozone Baby〉。
羽伴毅（Wu Tomoki）
T.G.大學醫院的醫生，整形外科-腦神經外科專科，對外宣稱34歲（實際推測70歲左右），是進出過洛卡卡卡研究室的四名醫生之一。自稱是做任何事都從未失敗的人。經常吃海苔和大量的水。東方密葉的主治醫生。除了利用洛卡卡卡果治療向密葉索取高額費用，也利用替身讓自己隨她回東方家，以此獲得情報。另外他也被康穂證實是可憐蟲湯姆一戰中接應救護車上的其中一人。同時自己也接手了由荷莉·喬斯達創建的實驗室與她的洛卡卡卡相關研究，將其改造成洛卡卡卡的養殖兼研究室。最後在康穂和密葉聯合拖延之後，被趕上的定助將身體碎塊以醫用黏合劑黏合後溺死於黏合劑中。
羽醫生（Doctor Wu）
現象型替身，可把自己的身體以及自己碰觸的物體化為可由自己操控的碎片。該碎片在進入人體後會產生過敏等排異反應，且碎片也能同化並附在骨組織上。
名稱來自美國爵士搖滾樂團史提利·丹於1975年的歌曲〈Doctor Wu〉。

#### 「院長」
本作最終反派，「院長」原指T.G.大學醫院的院長明負悟，但實際上前者已被替身「U的奇蹟」冒充，透龍則是替身的本體。
透龍（Tooru）
配音：島崎信長（日本・ASBR版）
T.G.大學醫院的醫學工讀生，康穗的高中前男友，於一年前與康穗分手後感到後悔並希望能與她復合。真實身份是過去經歷成謎的岩石人首領，「透龍」是在人類社會使用的名字。私下與下里良、可憐蟲湯姆、羽伴毅合夥研究著洛卡卡卡果並將吉良·荷莉·喬斯達作為臨床實驗的實驗對象，之後還自行利用果實研究出了注射型的藥劑「LOCACACA 6251」；企圖利用藥劑來在社會上謀取財富和權力。幼兒時被母親拋棄於森林中，靠寄生於胡蜂體內生長。1941年，被前來日本探查洛卡卡卡果的露西·史提爾目擊正在種植該樹果。曾在康穗年幼時利用對方的手機得知明負悟的存在，以藉此冒充對方的身份。為了得到新型洛卡卡卡果而襲擊定助等人並入侵東方家宅邸。被定助的柔軟且濕潤·超越重創後吃下一顆小洛卡卡卡果，但隨後被花都利用替身放出的東方劍作交換，導致東方劍復原，而自身則化為碎片死去。
明負悟（Akefu Satoru）
T.G.大學醫院的新任院長，對外宣稱89歲，在醫學界享有聲譽，是進出過洛卡卡卡研究室的四名醫生之一。外表是個拄著拐杖的老人，其身份神秘，在醫院網頁上連照片都沒有，因而成為定助等人追擊的目標。真實身份是U的奇蹟的化身，而原本的明負悟則已被透龍「冒充」。
U的奇蹟（Wonder of U）
配音：菅生隆之（日本・ASBR版）
遠距離操作型替身，可變化成替身及明負悟身影的兩種型態。能夠操縱世間存在的「災厄」能量，使見到透龍和替身身影且企圖追蹤他們的人（包含追蹤與替身觸碰到的同類型物品）列入「災厄的洪流」；列入「災厄的洪流」的人受到各種形式的物理「攻擊」，甚至能影響他人的替身能力（如柔軟且濕潤的泡泡），同時加劇其攻擊在對方身上所造成的傷害（如落下的雨滴足以貫穿人體）。若是中招者直接見到透龍的面孔則會發生的災厄則會變得較為嚴重。災厄會依順序發動，追蹤程度越高者會成為首要的攻擊目標。即使透龍死亡，「災厄的洪流」仍不會消失，災厄能量會以U的奇蹟的型態自行移動。
名稱來自美國歌手艾維斯·普里斯萊於1970年的歌曲〈The Wonder of You〉。
Dododo De Dadada
U的奇蹟在羽伴毅的實驗室中釋放來攻擊定助和豆銑的岩石昆蟲，偽裝成南京玉簾的樣子，並利用組成自身的木棍狀物體進行攻擊。平時可以與潛入地板或牆壁來隱藏自己，被其攻擊到的對象若想伸展四肢的關節，便會從身上的孔洞中（如眼鼻口）吐出石棉。最後被豆銑殺死。
名字取自警察樂團於1980年的歌曲〈De Do Do Do, De Da Da Da〉。
Obladi Oblada
U的奇蹟釋放來阻擊定助的小型圓盤狀岩石昆蟲，儘管不存在可被劃分為昆蟲的身體構造。可以靠著極強的附著力吸附在獵物身上，並藉由侵蝕獵物身體來進行自我快速增殖。
名字取自披頭四樂團於1968年的歌曲〈Ob-La-Di, Ob-La-Da〉。

#### 其他
多洛米蒂（Dolomite）
39歲，原來的名字叫泥駒政次（Dorokoma Masaji），四肢因高壓電事故而毀壞。隱居於六壁神社的池塘旁。和其他岩石人相比，多洛米蒂只想過著和平的生活，對田最等人以販賣私洛卡卡卡樹果來換取金錢、名聲與地位的行為及他們的死毫不在意。他對一位不知名的女子相當癡迷，為了治好自己並與她一起前往被他稱為「藍色珊瑚礁」的地方，相當關心洛卡卡卡樹果的消息。也因此同意協助常敏用替身控制定助，奪走手機查出植物鑑定師的行蹤。成功控制定助後，多洛米蒂打算套完消息後殺人滅口，結果被康穗用鐵棍痛擊，乖乖地解除替身，並透露部分關於常敏與岩石人們及洛卡卡卡樹果的消息。
藍色夏威夷（Blue Hawaii）
遠距離操作型替身，將觸碰他身體的生物（一顆牙齒也行）強制感染並遙控此物，講白的是替身附身。要轉移附身對象時，用已感染的身體（血液也行），接觸要感染的身體才行。
名稱來自美國歌手艾維斯·普里斯萊於1961年的歌曲〈藍色夏威夷〉。

### 杜王町的居民們
笹目櫻二郎（Sasame Ojiro）
自稱衝浪手，22歲。小時候就擁有替身，喜歡在海邊時用替身操控女性沉進海中，不過不會讓她們溺死。2008年夏天結識了吉良吉影，吉良不喜歡事物的界限模糊不清，所以不喜歡笹目自命「海の男」，卻生活在「陸」和「海」之間。後來的一天，在吉良的脅迫下，笹目吃下自己的10根手指，因此想對吉良復仇。2009年，又在拉麵館遇到吉良，並被肥皂泡嘲弄後倉促離場。2011年，他綁架了一名女子，放在吉良的房間且拍下SM裸照，並設下諸多陷阱，自己則租下樓上的房間，結果等了三天吉良都沒有出現，直到定助為確認自己的身分而進房，誤將他當成是吉良進行襲擊，但隨後被定助打倒。在戰鬥中，定助突然想到了神秘的“記憶之男”。之後被一名單親富婆-喜谷真亞子包養並開始鎖定洛卡卡卡樹果，但兩人最終都遭常敏設下的陷阱殺害。
樂·樂·樂（Fun Fun Fun）
【破壊力 - E / 速度 - C / 射程距離 - D / 持續力 - A / 精密動作性 - E / 成長性 - E】
本體必須在對方的正上方才能發動，控制目標因受傷而被標上標記的四肢（亦能透過直接在對方身上畫上標記來施展）。該標記亦能立體化並如釘子般固定目標。
名稱來自美國搖滾樂團海灘男孩於1964年的歌曲〈Fun, Fun, Fun〉。
勒索之路（Shakedown Road）
杜王町的知名路段。住在此路上的居民皆知道樹葉的物體瞬移現象（但不知道是替身造成的，居民也都看不到替身），並以此對不知情的人進行敲詐及勒索，故得此名。此處也是1901年喬尼・喬斯達死亡的地方。在他死後半年，民眾在此路上設置了「喬斯達地藏」以悼祭他。也因受喬尼・喬斯達所攜帶的「神聖遺體」影響，此路的銀杏樹從那時便產生了替身。
「勒索之路」的英文譯作Shakedown Road，來自美國搖滾樂團感恩至死於1976年的專輯《Shakedown Street》。
秋日落葉（Autumn Leaves）
複數型／一體化型（本體即替身），形似水生小動物，躲藏在銀杏的落葉之下，能夠極速傳送接觸到銀杏葉子的物體。
名稱來自爵士樂歌曲〈Autumn Leaves〉，英文翻譯版本則使用該曲的法文原名〈Les Feuilles〉。
作並卡蕾拉（Sakunami Karera）
20歲，無職。靠著替身能力進行竊盜、詐欺而混跡於杜王町街頭的女子，認識失去記憶前的東方定助，知道他的真實姓名是空條仗世文，也認識吉良吉影。被艾·菲克斯兄弟追殺時一度拋下定助逃走，最後還是回頭救了定助。
華麗摯愛（Love Love Deluxe）
人型替身，能力為控制毛髮，並能讓其從本體手所碰到的地方長出，射程為80m。
名稱取自英國樂團Sade於1992年的專輯《Love Deluxe》。
苦竹財平（Nigatake Zaihei）
沒有替身的一般人，被替身「奇蹟之人」的詛咒所依憑。
兩年前在德國看完演唱會，要回飯店時，因為沒有紙鈔坐計程車，於是偷了一張遊民的紙鈔，而那張紙鈔正是「奇蹟之人」的紙鈔。之後受不了錢越來越多，將紙鈔絞碎，導致詛咒完全轉移至自己身上。受詛咒影響，完全無法購物，只好故意將提款卡遺留在偶像演唱會的周邊販賣場，等人上鉤。故事中上鉤的人是常秀，自己也因他將紙鈔燒毀而從詛咒中解放。在最後被常秀以替身能力將「奇蹟之人」的紙鈔與撕破的果汁包裝合體的方式轉移詛咒至自己身上，再次被紙鈔堆吞沒。
奇蹟之人（Miracle Man）
頭部與雙手掌有著大洞的自動操作人型替身，其紙鈔的編號皆是以「13」作結。
其詛咒使持有者身上的現金不斷增加，但與其是增加倒不如說是複製。要轉移此詛咒的方法只有讓「奇蹟之人」的紙鈔被他人使用並銷毀一途。
其本體為傳說中的軍火商留下的詛咒。該軍火商的一切均不可考，靠著出售優良軍武成為大富豪。但輸了一場長時間的官司，必須支付500億的賠償金，商人因此精神崩潰，於是殺死所有家人並引火自焚，只留下了「詛咒」，也就是「奇蹟之人」的第一張紙鈔。
名稱來自英國創作歌手艾維斯·卡斯提洛於1977年的歌曲〈Miracle Man〉，名字中的ミラグロ（Milagro）為奇蹟（Miracle）的西班牙語。
空條聖美
空條仗世文之母，因為曾在仗世文溺水時因為想要擺脫兒子而不願救起，事後對此感到愧疚，仗世文失蹤後，將其照片存放於手機中每天掛念，直到故事結束還在尋找他
喜谷真亞子
笹目櫻二郎的女朋友，杜王町當地企業-晴天Birdies的擁有人，因覬覦東方家的土地，加上在家長會上被密葉侮辱後懷恨在心，慫恿櫻二郎攻擊東方家

### 杜王町過去的人們
空条仗世文（Kujo Josefumi）
留著短飛機頭的青年。19歲。T學院農學系的大學生。有喬斯達家族的星形胎記。最初登場於卡蕾拉的手機中的相片，看起來與吉良吉影、卡蕾拉十分親密。
小時候獨自離開母親跑去玩水時險些溺斃，危急時被荷莉與兒子吉影所救，長大後覺醒了替身能力，並願意協助恩人吉影一起尋找拯救罹患怪病的荷莉的方法。最後兩人聯手意圖奪取岩石人手裡能治療所有疾病的洛卡卡卡樹果。在2010年秋天時利用替身能力偷走了大年寺山愛唱手裡的洛卡卡卡樹樹枝秘密進行栽培，不過於震災後被田最環發現，2011年8月19日將要收成之際被田最環和八木山夜露襲擊，被拷問時差點背叛吉影，之後用計救出對方。為了拯救受到致命傷的吉影而讓他服用了新洛卡卡卡果實，發現吉影還有一處致命傷時使用了另一個果實，因為果實的代價而石化、失去部分肉體，最後因餘震和吉影一起被埋入地中，成為了定助的半身之一。之後其戶籍曾被田最環盜用。
柔軟且濕潤
定助的替身的原型之一。詳細情況不明。能釋放出泡泡（與定助不同，上面沒有星形記號）吸附目標。像是可以把撒在拉麵上的胡椒吸附起來，又或者是將切斷的樹木枝條接合起來等等。
露西·史提爾（Lucy Steel）
第七部角色。成年後成為史比特瓦根集團的探員，在喬尼死後到日本收回聖人遺體。年老後專攻植物學和細菌學；1941年再次前來日本的東方家果園探尋洛卡卡卡樹果。發現該果園土地受到詛咒，類似惡魔掌心。因護欄阻饒，探查洛卡卡卡未果，返回美國的三年後因肺病去世，享壽68歲。
嘎嘎電台（Radio Gaga）
位於東方家果園附近森王狩獵場的「當地傳說」。根據傳說，一名婦女在護欄附近聽到奇怪的聲音，開始脫下自己的衣服。後來，一輛農夫的卡車經過後，她瞬間消失，只留下她的衣服和一隻流血的腳。其真面目是偽裝成護欄的岩石動物，以釘子偽裝自己的眼睛，會利用人聲吸引生物靠近，再快速吞噬掉對方。企圖吞噬露西，但被阿文透過車輛撞死。
名稱來自英國搖滾樂團皇后樂團的1984年歌曲〈嘎嘎廣播電台〉。

## 專有名詞
杜王町
本作的舞台，位於M縣S市。原型是宮城縣仙台市，受到東日本大震災的影響，從地上隆起了大量的壁之目。這個杜王町與第四部杜王町设定不同。
壁之眼
東日本大震災後突然隆起的牆壁，長達十公里、高度一至三公尺不等、寬度五到八公尺，切斷了道路、水電和瓦斯等線路。
和第七部《飆馬野郎》的「惡魔掌心」相同，只要接觸到這個地方、就會引發替身能力。
在其附近的地面具有將埋入的兩個物品相互融合的神秘力量。目前只有少數人知道此秘密。
「病」
東方家的長男患有的謎之疾病。發病者的皮膚會逐漸如岩石般硬化，最終死去。躲避疾病的方法便是在12歲時至二本松附近的祠堂中與另一人過夜，這能使其疾病轉嫁給另一人。為了家族的香火，東方家便有著由母親代替長男來犧牲的習俗。
岩石人
某種皮膚硬如石頭的特異體質者，具有和人類相當的智慧，但並非人類。岩石人的壽命推測可長達240歲，且常需進入達數個月的睡眠期。此外，岩石人有95%都是替身使者。與第二部《戰鬥潮流》中的柱之男沒有任何關係。
岩動物
與岩石人相同生態的生物，不具有替身能力，但能有著一些特殊的能力。
洛卡卡卡
生長於新幾內亞的奇特植物。所結的果實外型及味道類似無花果，被當地居民稱為「奇蹟的果實」；直到太平洋戰爭時的日軍佔領該處後失去行蹤，直到岩石人將其輸入日本而再度現身。擁有能治療各種疾病或殘疾的奇妙功效，但會發生「等價交換」，即身體的一部分會變成石頭而失去機能，且交換的部位無法預知。
因吉良吉影和空条仗世文的緣故而疑似培育出了新品種的果實。
由於該果實擁有足以改變世界的重大效益且可以治療東方家的怪病，因此成為東方家及各方人士搜尋的目標。

## 話數列表
| 卷数       | 日文標題 | 中文標題                  | 日文話數 | 中文話數                                                                                                   |
| ---------- | -------- | ------------------------- | -------- | --- |
| 1 （105）  |          | 歡迎來到杜王町            |          | 1. 歡迎來到杜王町 2–5. SOFT & WET其之①〜④                                                                  |
| 2 （106）  |          | 東方定助這個名字          |          | 6. SOFT & WET其之⑤ 7. 定助 前往東方家 8–9. 加州大床其之①〜②                                                |
| 3 （107）  |          | 其家譜                    |          | 10. 加州大床其之③ 11. 家譜 12–13. 『佩斯利公園』與『天生完美』其之①〜②                                     |
| 4 （108）  |          | 檸檬與橘子                |          | 14–16. 『佩斯利公園』與『天生完美』其之③〜⑤ 17. 檸檬與橘子 18.『勒索之路』其之①                            |
| 5 （109）  |          | 杜王町『1901年』          |          | 19–21. 『勒索之路』其之②〜④ 22. 杜王町『1901年』                                                           |
| 6 （110）  |          | 東方劍的目的，以及建築師  |          | 23–25. PAPER MOON假象 其之①〜③ 26. 東方劍的目的，以及建築師                                                |
| 7 （111）  |          | 虛名之王                  |          | 27–29. 東方憲助、東方劍與八木山夜露 其之①〜③ 30. 虛名之王                                                  |
| 8 （112）  |          | 每天都是暑假              |          | 31–32. 『我是岩石（I AM A ROCK）』其之①〜② 33. 定助！前往東方冰果室 34. 每天都是暑假 其之①                 |
| 9 （113）  |          | 長男·東方常敏             |          | 35–37. 每天都是暑假 其之②〜④ 38. 東方常敏是替身使者                                                        |
| 10 （114） |          | 追蹤洛卡卡卡之樹！        |          | 39–42. 嘟比·哇 其之①〜④                                                                                    |
| 11 （115） |          | 雙胞胎來鎮上              |          | 43–46. 華麗摯愛 其之①〜④                                                                                   |
| 12 （116） |          | 小鳩的男朋友              |          | 47–49. 小鳩帶男朋友回家了 其之①〜③ 50. 維他命C與皇后殺手 其之①                                             |
| 13 （117） |          | 步行之心                  |          | 51–53. 維他命C與皇后殺手 其之②〜④ 54. 步行之心                                                             |
| 14 （118） |          | 東方家的黎明              |          | 55. 步行之心·破碎之心 56–57. 奇蹟之人 其之①〜② 58. 東方家的黎明                                            |
| 15 （119） |          | 多洛米蒂的藍色珊瑚礁      |          | 59–62. 多洛米蒂的藍色珊瑚礁 其之①〜④                                                                       |
| 16 （120） |          | 母與子                    |          | 63. 多洛米蒂的藍色珊瑚礁 其之⑤ 64. 母與子 65–66. 植物鑑定人 - 豆銑禮(31) 其之①〜②                          |
| 17 （121） |          | 逃出鼻爐山                |          | 67. 植物鑑定人 - 豆銑禮(31) 其之③ 68–70. 都市游擊隊與多雷米法索拉提·多 其之①〜③                            |
| 18 （122） |          | 東方家北方。果樹園        |          | 71. 清代的髮夾 72. 東方家北方。果樹園 73–74. 臭氧寶寶的加壓 其之①〜②                                       |
| 19 （123） |          | 整形外科－羽伴毅醫師      |          | 75–76. 臭氧寶寶的加壓 其之③〜④ 77. 前往TG大學醫院 78. 整形外科－羽伴毅醫師                                 |
| 20 （124） |          | 請跟我來。Doctor Woo      |          | 79–82. Doctor Woo與覺醒的3片葉子 其之①〜④                                                                  |
| 21 （125） |          | The Wonder of You         |          | 83. 新的洛卡卡卡 84–86. THE WONDER OF YOU（你的奇蹟之愛） 其之①〜③                                         |
| 22 （126） |          | TG大學附屬醫院院長—明負悟 |          | 87–90. THE WONDER OF YOU（你的奇蹟之愛） 其之④〜⑦                                                          |
| 23 （127） |          | 滿腔的愛                  |          | 91–94. THE WONDER OF YOU（你的奇蹟之愛） 其之⑧〜⑪                                                          |
| 24 （128） |          | 只能不動                  |          | 95. THE WONDER OF YOU（你的奇蹟之愛） 其之⑫ 96. 只能不動 97–98. THE WONDER OF YOU（你的奇蹟之愛） 其之⑭〜⑮ |
| 25 （129） |          | 究極的兩難                |          | 99–102. THE WONDER OF YOU（你的奇蹟之愛） 其之⑯〜⑲                                                         |
| 26 （130） |          | GO BEYOND                 |          | 103–104. THE WONDER OF YOU（你的奇蹟之愛） 其之⑳〜㉑ 105. 平安最重要 106. GO BEYOND                        |
| 27 （131） |          | 當所有詛咒解除時          |          | 107. 當所有詛咒解除時 108. GO BEYOND 其之② 109. 嘎嘎電台事件（1941年） 110. 東方冰果室                     |

## 出版書籍
| 冊數 | 集英社   | 集英社         | 集英社                 | 天下出版                | 天下出版       | 天下出版               | 東立出版社                | 東立出版社     | 東立出版社             |
| 冊數 | 日文標題 | 發售日期       | ISBN                   | 香港標題                | 發售日期       | ISBN                   | 台灣標題                  | 發售日期       | ISBN                   |
| ---- | -------- | -------------- | ---------------------- | ----------------------- | -------------- | ---------------------- | ------------------------- | -------------- | ---------------------- |
| 1    |          | 2011年12月19日 | ISBN 978-4-08-870311-4 | 歡迎蒞臨杜王町          | 2012年8月2日   | ISBN 978-988-8099-81-8 | 歡迎來到杜王町            | 2013年6月14日  | ISBN 978-986-324-594-0 |
| 2    |          | 2012年4月19日  | ISBN 978-4-08-870413-5 | 東方定助這個名字        | 2012年10月3日  | ISBN 978-988-8100-05-7 | 東方定助這個名字          | 2013年7月26日  | ISBN 978-986-324-595-7 |
| 3    |          | 2012年9月19日  | ISBN 978-4-08-870526-2 | 其族譜                  | 2012年12月27日 | ISBN 978-988-8100-56-9 | 其家譜                    | 2013年8月27日  | ISBN 978-986-324-596-4 |
| 4    |          | 2013年5月17日  | ISBN 978-4-08-870642-9 | 檸檬和蜜柑              | 2013年7月17日  | ISBN 978-988-8213-53-5 | 檸檬與橘子                | 2013年10月2日  | ISBN 978-986-332-561-1 |
| 5    |          | 2013年10月18日 | ISBN 978-4-08-870830-0 | 杜王町『1901年』        | 2013年12月19日 | ISBN 978-988-8214-36-5 | 杜王町『1901年』          | 2014年1月6日   | ISBN 978-986-337-675-0 |
| 6    |          | 2014年3月19日  | ISBN 978-4-08-870891-1 | 東方劍的目的 還有建築師 | 2014年5月8日   | ISBN 978-988-8214-66-2 | 東方劍的目的，以及建築師  | 2014年7月1日   | ISBN 978-986-348-666-4 |
| 7    |          | 2014年5月19日  | ISBN 978-4-08-880087-5 | King Nothing            | 2014年7月11日  | ISBN 978-988-8214-88-4 | 虛名之王                  | 2014年9月1日   | ISBN 978-986-365-153-6 |
| 8    |          | 2014年10月17日 | ISBN 978-4-08-880238-1 | 每天都是暑假            | 2015年2月23日  | ISBN 978-988-8215-36-2 | 每天都是暑假              | 2015年1月23日  | ISBN 978-986-382-088-8 |
| 9    |          | 2015年2月19日  | ISBN 978-4-08-880314-2 | 長子·東方常敏           | 2015年6月11日  | ISBN 978-988-8215-56-0 | 長男·東方常敏             | 2015年5月11日  | ISBN 978-986-382-866-2 |
| 10   |          | 2015年7月17日  | ISBN 978-4-08-880436-1 | 追尋洛卡卡卡樹！        | 2015年10月8日  | ISBN 978-988-8215-84-3 | 追蹤洛卡卡卡之樹！        | 2015年9月25日  | ISBN 978-986-431-856-8 |
| 11   |          | 2015年12月18日 | ISBN 978-4-08-880548-1 | 雙生兒來到市鎮          | 2016年2月5日   | ISBN 978-988-8216-18-5 | 雙胞胎來鎮上              | 2016年2月25日  | ISBN 978-986-462-780-6 |
| 12   |          | 2016年3月18日  | ISBN 978-4-08-880647-1 | 鳩的男朋友              | 2016年4月30日  | ISBN 978-988-8216-50-5 | 小鳩的男朋友              | 2016年6月6日   | ISBN 978-986-470-113-1 |
| 13   |          | 2016年7月19日  | ISBN 978-4-08-880742-3 | Walking.Heart           | 2016年9月1日   | ISBN 978-988-8216-87-1 | 步行之心                  | 2016年9月23日  | ISBN 978-986-470-670-9 |
| 14   |          | 2016年12月19日 | ISBN 978-4-08-880880-2 | 東方家的黎明            | 2017年1月24日  | ISBN 978-988-8216-93-2 | 東方家的黎明              | 2017年2月10日  | ISBN 978-986-482-553-0 |
| 15   |          | 2017年7月19日  | ISBN 978-4-08-880882-6 | 泥米蒂的藍色珊瑚礁      | 2017年9月1日   | ISBN 978-988-8217-23-6 | 多洛米蒂的藍色珊瑚礁      | 2017年12月7日  | ISBN 978-986-486-607-6 |
| 16   |          | 2017年9月19日  | ISBN 978-4-08-881233-5 | 母與子                  | 2017年10月27日 | ISBN 978-988-8217-26-7 | 母與子                    | 2018年4月16日  | ISBN 978-986-486-900-8 |
| 17   |          | 2017年12月19日 | ISBN 978-4-08-881443-8 | 逃出鼻爐山              | 2018年1月30日  | ISBN 978-988-8217-30-4 | 逃出鼻爐山                | 2018年8月15日  | ISBN 978-957-26-0388-8 |
| 18   |          | 2018年7月19日  | ISBN 978-4-08-881452-0 | 東方家之北。果樹園      | 2018年10月12日 | ISBN 978-988-8217-40-3 | 東方家北方。果樹園        | 2018年11月26日 | ISBN 978-957-26-1661-0 |
| 19   |          | 2018年10月19日 | ISBN 978-4-08-881596-1 | 整容外科醫生-羽伴毅醫生 | 2018年12月18日 | ISBN 978-988-8217-65-6 | 整形外科－羽伴毅醫師      | 2019年3月7日   | ISBN 978-957-26-2073-1 |
| 20   |          | 2019年3月19日  | ISBN 978-4-08-881777-4 | 一起許願。Doctor Woo    | 2019年5月7日   | ISBN 978-988-8217-73-1 | 請跟我來。Doctor Woo      | 2019年7月1日   | ISBN 978-957-26-3089-1 |
| 21   |          | 2019年7月19日  | ISBN 978-4-08-882015-6 | The Wonder of You       | 2019年8月21日  | ISBN 978-988-8217-78-6 | The Wonder of You         | 2019年10月14日 | ISBN 978-957-26-3830-9 |
| 22   |          | 2019年12月19日 | ISBN 978-4-08-882167-2 | TG大學醫院院長—明負悟   | 2020年2月22日  | ISBN 978-988-8217-85-4 | TG大學附屬醫院院長—明負悟 | 2020年4月27日  | ISBN 978-957-26-4661-8 |
| 23   |          | 2020年4月17日  | ISBN 978-4-08-882278-5 | 內心充滿愛              | 2020年5月30日  | ISBN 978-988-8217-88-5 | 滿腔的愛                  | 2020年8月21日  | ISBN 978-957-26-5130-8 |
| 24   |          | 2020年10月16日 | ISBN 978-4-08-882394-2 | 只好停留不動            | 2020年11月26日 | ISBN 978-988-8217-93-9 | 只能不動                  | 2021年2月1日   | ISBN 978-957-26-5963-2 |
| 25   |          | 2020年12月18日 | ISBN 978-4-08-882544-1 | 終極的兩難              | 2021年1月30日  | ISBN 978-988-8217-95-3 | 究極的兩難                | 2021年4月8日   | ISBN 978-957-26-6258-8 |
| 26   |          | 2021年5月19日  | ISBN 978-4-08-882697-4 | GO BEYOND               | 2021年6月25日  | ISBN 978-988-8217-99-1 | GO BEYOND                 | 2021年11月4日  | ISBN 978-957-26-7139-9 |
| 27   |          | 2021年9月17日  | ISBN 978-4-08-882836-7 | 所有詛咒解除之時        | 2021年11月5日  | ISBN 978-988-8613-01-4 | 當所有詛咒解除時          | 2022年2月11日  | ISBN 978-957-26-7839-8 |

## 備註
1. ↑  劇中未明確說明此攻擊來自何方。依據推測，透龍在救護車上，湯姆達成了替身U的奇蹟能力發動條件，導致災厄殺死了湯姆。
2. ↑  曾被豆銑禮認定為自動操作型替身。因替身身上的傷害能反饋給透龍，所以U的奇蹟並非自動操作型。
3. ↑  在漫畫103話中，定助因攻擊U的奇蹟正在觸碰的眾多LOCACACA 6251而遭遇災厄。